# 呉教文
呉教文（オ・キョムン、朝鮮語: 오교문/吳教文、1972年3月2日 - ）は、大韓民国のアーチェリー選手。指導者。
2017年、大韓民国の男子国家代表のコーチを務めた。

## 生涯
1972年3月2日、京畿道水原市に生まれた。高麗大学校一般大学院で理学博士の学位を取得した。
1996年アトランタオリンピックにて男子個人で銅メダルを獲得し、団体戦では銀メダルを獲得した。
1998年第13回アジア競技大会にて個人戦で3位の成績を収め、団体戦では1位の成績を収めた。2000年シドニーオリンピックにて男子団体で1位の成績を収め、2001年に選手を引退した。
2005年12月、オーストラリアのアーチェリーチームの監督を務めた。2008年北京オリンピックにおいては、オーストラリアの国会代表チームの監督を務めた。

## ウェブリンク
- 呉教文 - 世界アーチェリー連盟
- 呉教文 - Sports Reference